# Lina Poletti
Lina Poletti   (Ravenna, 27 d'agost de 1885 - Sanremo, 12 de desembre de 1971) nascuda com Cordula Poletti, fou una escriptora, poeta, dramaturga i feminista italiana. Li agradava vestir-se amb roba d'home i és una de les primeres italianes a declarar obertament el seu lesbianisme.

## Biografia
Poletti va nàixer a Ravenna, de família acomodada, fou la tercera de les quatre filles que tingueren Rosina Donati i Francesco Poletti. Va estudiar amb Giovanni Pascoli a la Universitat de Bolonya i va completar la seua educació amb una tesi, llegida el 1907, que analitzava la poesia de Giosuè Carducci.

### Carrera i activisme
En 1908 va assistir al Primer Congrés Nacional de Dones (Primo Congresso Femminile Nazionale) organitzat pel Consiglio Nazionale delle Donne Italiane (Consell Nacional de Dones Italianes, CNDI) a Roma, on va conèixer l'escriptora Sibilla Aleramo. El congrés va marcar un abans i un després en el moviment de dones a Itàlia, que va passar d'un enfocament basat en projectes humanitaris a un compromís amb el sufragi femení i el ple reconeixement dels drets legals i cívics de les dones.
Després de la conferència, Poletti i Aleramo van treballar en un projecte per facilitar l'educació del món rural de Calàbria i Sicília després del terratrèmol de desembre de 1908, i aviat es van viure una relació força apassionada, a pesar que Aleramo vivia amb Giovanni Cena, un conegut poeta de Torí des de 1902. En les seues cartes a Poletti Aleramo comenta que mai no es va sentir culpable d'haver-los estimat a tots dos alhora, tot i que tant Poletti com Cena no ho acabaven d'acceptar. Poletti no va aconseguir persuadir a Aleramo que deixàs Cena i a finals de 1910 trencaren. L'any següent, Poletti es va casar amb Santi Muratori, el director de la Biblioteca Classense de Ravenna, encara que no mai van viure junts. Poc després de contraure matrimoni, Poletti va conéixer Eleonora Duse, una popular actriu de teatre, amb la qual va iniciar una relació i se n'anaren a viure juntes a Florència, on Poletti començà a treballar en diverses obres per a Duse, i després a Venècia. Al cap d'uns dos anys, Poletti trencà la relació i tornà a Ravenna, on començà a escriure. De 1918 a 1958, Poletti va mantindre una duradora i apassionada relació amb la comtessa Eugenia Rasponi, una noble i ardent companya feminista. Poletti i Rasponi inicialment van viure al Palazzo Rasponi Murat i després van mudar-se a Roma, a la Via Giovanni Battista Morgagni, on van patrocinar diversos salons intel·lectuals. Van viatjar per Europa i Àsia, i van organitzar seminaris per a Jiddu Krishnamurti, un filòsof antifeixista, que va ser una de les primeres persones a introduir el budisme a Itàlia. Poletti no va poder escriure durant els vint anys de la Itàlia feixista, ja que ella i Rasponi estaven sota l'escrutini de les autoritats i la seua llar estava vigilada.

### Mort i llegat
Poletti va morir el 12 de desembre de 1971 a Sanremo, a la regió costanera del nord de Ligúria. En l'Archivio Aleramo della Fondazione Gramsci (Arxiu Aleramo de la Fundació Gramsci) a Roma, els diaris i cartes de Aleramo van traure a la llum la seua relació amb Poletti. Es poden trobar extractes dels temes que els interessaven en Lettere d'amore a Lina (Cartes d'amor a Lina) de Aleramo.

## Treballs seleccionats
- 1918: Il poema della Guerra.[1]
- 1919: Il cipressetto della rocca un Santarcangelo di Romagna.[1]
- 1921: La fabbrica dei mobili Rasponi un Santarcangelo di Romagna
- 1934: Il XXXIII Canto del Paradiso letto nella sala di Dante en Ravenna.[1]
- 1934: Stazio nella Divina Commedia.[1]